# 与謝野秀

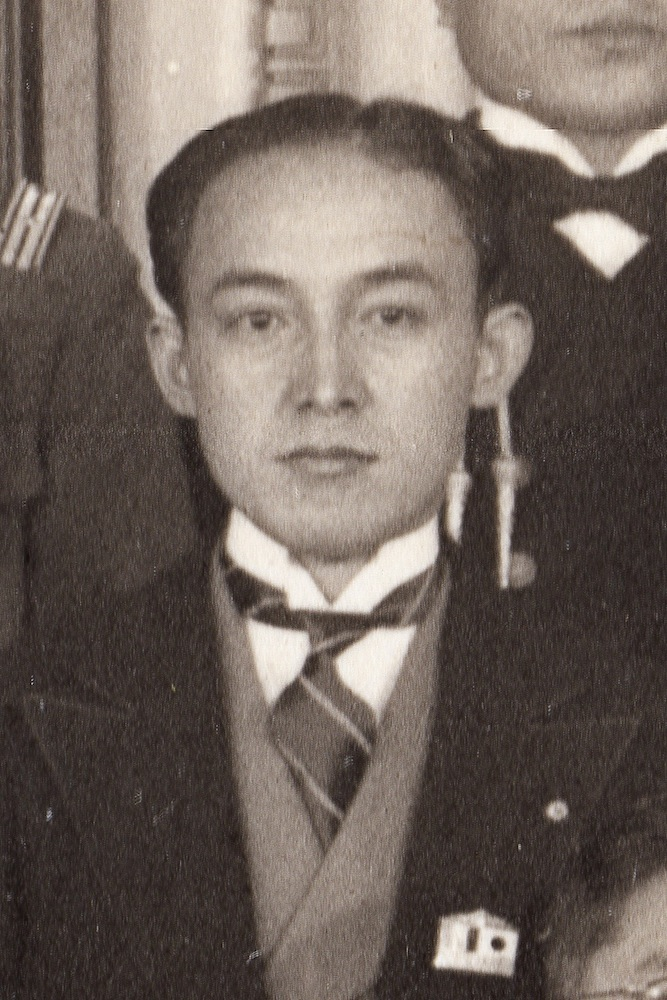
与謝野秀

与謝野 秀（よさの しげる、1904年7月7日 - 1971年1月25日）は、日本の外交官。

## 来歴
1904年、与謝野鉄幹と与謝野晶子の二男として生まれる。学校法人暁星学園、第一高等学校を経て、1928年東京帝国大学法学部政治学科を卒業し外務省入省、在フランス日本国大使館外務書記生となる。
1935年、球磨川電気社長などを歴任した坂内虎次の娘で11歳年下の道子と結婚。その後2男3女に恵まれる。長男に政治家の馨、次男にレジオンドヌール勲章シュヴァリエを叙勲した金融家の達、三女に詩人、美術評論家、フランス文学者の文子がいる。
外務省欧亜局所属時に日独伊三国同盟に反対する見解を示す。第二次世界大戦中は、スペイン、スイス、ドイツなどヨーロッパを中心に駐在。赤十字社との関係作りにも尽力した。
在スイス日本国大使館一等書記官などを務め、戦後はベルギー在外駐在事務所長を経て、1949年外務省調査局長、1952年在ベルギー日本国大使館公使、1952年駐エジプト特命全権公使、1954年初代駐エジプト特命全権大使、1956年駐スペイン特命全権大使。1962年から、田畑政治初代事務総長の後任として、1964年東京オリンピック大会組織委員事務総長に就任。その後、1965年には駐イタリア特命全権大使に任命された。
原子力委員会委員在任中の1971年1月25日、虎の門病院にて肝性昏睡で死去した。66歳没。

## 出版物
著書
- 1947年 - 『欧羅巴雑記帳』 双山社
- 1948年 - 『縁なき時計：続欧羅巴雑記帳』 采花書房
- 1950年 - 『その日・あの日：ヨーロッパの思い出』 ジープ社
- 1965年 - 『オリンピック雑記帳』 毎日新聞社
- 1981年 - 『一外交官の思い出のヨーロッパ』 筑摩書房

共著
- 1964年 - 与謝野道子『エチケット小事典：いつでも、どこでも役立つマナー』光文社

訳著
- 1950-51年 - フェレンツ・ナジ[2]『鉄のカーテン背後の死闘』読売新聞社（上・下）

## 親族
- 祖父：礼厳 - 僧侶
- 父：鉄幹 - 歌人
- 母：晶子 - 歌人
- 弟：健 - 住友金属工業副社長
- 妻：道子 -  どっきり花嫁の記を残すなど、著述あり
- 長男：馨 - 政治家
- 次男：達 - 金融家、ラテン語と日本語に関する著作あり
- 三女：文子 - 詩人、美術評論家
- 甥：久 - 建築家

## 関連作品
- 『どっきり花嫁』（1982年、CX－東海テレビ、演：中島久之）
- 『いだてん〜東京オリムピック噺〜』（2019年、NHK大河ドラマ、演：中丸新将）

## 参考資料
- 全国名前辞典